# 207 Hedda
Hedda (asteroide 207) é um asteroide da cintura principal com um diâmetro de 58,7 quilómetros, a 2,2181465 UA. Possui uma excentricidade de 0,0286959 e um período orbital de 1 260,5 dias (3,45 anos).
Hedda tem uma velocidade orbital média de 19,7094829 km/s e uma inclinação de 3,80295º.
Este asteroide foi descoberto em 17 de Outubro de 1879 por Johann Palisa.